# 里見哲朗
里見 哲朗（さとみ てつろう、1974年10月7日 - ）は、日本のアニメーションプロデューサー。バーナムスタジオ代表取締役社長、ライデンフィルム代表取締役、ウルトラスーパーピクチャーズ・ミルパンセ取締役。マイケルサトミリア名義でイラストなどの実績もある。『のら犬兄弟のギョーカイ時事放談!』ではアニメ仮面などの名前で出演している。

## 概要
- 東京都出身。血液型はA型。早稲田大学第一文学部卒業。
- 早大在学中は、ワセダミステリクラブに参加。
- ムービック（アニメイト池袋店勤務、商品企画等）、ブロッコリーを経て2003年にバーナムスタジオ設立。なお、スタジオと名乗っているが、個人との取引が出来ない会社が多いことから設立された里見の個人事務所であり、単独で作品を製作することは無い。
- かつての上司である木谷高明がブシロードを立ち上げるにあたり出資を行っている。
- 『林原めぐみのTokyo Boogie Night』300回記念公開録音ではアニメイト店員として物販を行っていた。
- アニメ制作のかたわら、東京都杉並区高円寺でカフェ“cafe apartment”の運営も手がける。
- 2012年2月入籍[1][出典無効]。
- 同月、サンジゲン社長の松浦裕暁氏、元マッドハウス、シャフトの岩城忠雄プロデューサーと共に、持ち株会社ウルトラスーパーピクチャーズ傘下でアニメーション制作会社ライデンフィルムを設立、取締役に就任。
- 2018年4月から、日本SF作家クラブ会員となる[2]。

## 人物
- ブルーレイディスクコレクターで、音質・画質に非常にこだわりを持つ。ただし、オリジナルのデータに近いからブルーレイディスクをコレクションしているのであり、物理メディアにこだわりを持っているわけではない。自身の携帯音楽プレイヤーには無圧縮または可逆圧縮音源しかいれないほどである。

## 作品

### ブロッコリー時代

#### アニメーション
2001年
- ギャラクシーエンジェル（プロデューサー）
- シスター♥プリンセス（宣伝担当）

2002年
- アクエリアンエイジ Sign for Evolution（スーパーバイザー）
- ぴたテン（プロデューサー）

2003年
- MOUSE（プロデューサー）

### バーナムスタジオ時代

#### ウェブサイト・ラジオ
- キャララジオ（プロデューサー）

#### アニメーション（バーナムスタジオ）
2003年
- AVENGER（プロデューサー）

2004年
- 北へ。〜Diamond Dust Drops〜（宣伝）
- らいむいろ戦奇譚 南国夢浪漫（プロデューサー）
- サムライチャンプルー（プロデューサー）
- DearS（広報）

2005年
- 撲殺天使ドクロちゃん（プロデューサー協力）
- タイドライン・ブルー（広報）
- ナースウィッチ小麦ちゃんマジカルてZ(おぺ2のみ)（プロデューサー）

2006年
- かしまし 〜ガール・ミーツ・ガール〜（プロデューサー）
- 大魔法峠（プロデューサー）
- 姫様ご用心（プロデューサー）
- ちょこッとSister（プロデューサー）
- 無敵看板娘（プロデューサー）
- すもももももも 地上最強のヨメ（プロデューサー）

2007年
- sola（プロデューサー）
- Devil May Cry（プロデューサー）
- ななついろ★ドロップス（プロデュース）
- ぽてまよ（プロデューサー）
- キミキス pure rouge（プロデューサー）
- こどものじかん（プロデューサー）

2008年
- 狂乱家族日記（プロデューサー）
- 快盗天使ツインエンジェル（プロデューサー）
- 星の海のアムリ（プロデューサー）
- 乃木坂春香の秘密（プロデュース）
- ケメコデラックス!（プロデュース）
- 星に願いを COLD BODY + WARM HEART（企画・プロデュース）
  - 「星に願いを」はバーナムラボラトリー制作の同人アニメ。同人アニメながら、Yahoo動画での限定公開、単館で１週間の期間限定ではあるが劇場公開、ブルーレイディスクでの販売、iPhoneアプリでの販売など、様々な方法で発信されている。

2009年
- 神曲奏界ポリフォニカ クリムゾンS（プロデューサー）
- よくわかる現代魔法（プロデュース）
- 星に願いを Fantastic Cat（企画・プロデュース）
- 乃木坂春香の秘密 ぴゅあれっつぁ♪（プロデュース）

2010年
- トランスフォーマー アニメイテッド（制作プロダクション）
  - バーナムスタジオが制作プロダクションを担当している。

- 侵略!イカ娘（プロデュース協力）
- 探偵オペラ ミルキィホームズ（宣伝）
- グラール騎士団（プロデュース）

2011年
- T.P.さくら 〜タイムパラディンさくら〜 時空樹防衛戦（企画協力）
- 俺たちに翼はない（制作プロデューサー）
- ロウきゅーぶ!（プロデュース）
  - バーナムスタジオがアニメーションプロデュースを担当している。

- 侵略!?イカ娘（プロデュース協力）
- ましろ色シンフォニー（企画協力）
- +チック姉さん（企画）

2012年
- カンピオーネ! 〜まつろわぬ神々と神殺しの魔王〜（アニメーションプロデュース）
- トータル・イクリプス（プロデュース協力）
- 乃木坂春香の秘密ふぃな〜れ♪（プロデュース）
- ジョジョの奇妙な冒険（プロデュース協力）

2013年
- ロウきゅーぶ!SS（プロデュース）
- ストライク・ザ・ブラッド (アニメーション

プロデュース) (-2022)
2014年
- 最近、妹のようすがちょっとおかしいんだが。（アニメーションプロデュース）

2016年
- 少女たちは荒野を目指す（プロデュース）
- ネトゲの嫁は女の子じゃないと思った?（企画）

2017年
- 少女たちは荒野を目指す（プロデュース）

2018年
- ニンジャバットマン（アニメーションプロデューサー）

2019年
- 私、能力は平均値でって言ったよね!（プロデュース）

2020年
- ド級編隊エグゼロス（プロデュース）

### ライデンフィルムとして

#### アニメーション（ライデンフィルム）
2012年
- うーさーのその日暮らし（アニメーションプロデューサー）

2013年
- 戦勇。（エグゼクティブプロデューサー）
- あいうら（アニメーションプロデューサー）
- ミス・モノクローム -The Animation-（アニメーションプロデューサー）

2014年
- テラフォーマーズ（アニメーションプロデューサー）

2015年
- アルスラーン戦記（プロデューサー）
- 続・劇場版Wake Up, Girls!前編・青春の影（プロデューサー）
- 山田くんと7人の魔女（企画）
- 続・劇場版Wake Up, Girls!後編・Beyond the Bottom（プロデューサー）

2016年
- 石膏ボーイズ（プロデューサー）
- シュヴァルツェスマーケン（アニメーションプロデューサー）
- 彼女と彼女の猫 -Everything Flows-（プロデューサー）
- テラフォーマーズ リベンジ（アニメーションプロデューサー）
- うしおととら（アソシエイトプロデューサー）
- ベルセルク（アニメーションプロデューサー）
- アルスラーン戦記 風塵乱舞（プロデューサー）
- うどんの国の金色毛鞠（アニメーションプロデューサー）
- モンスターストライク THE MOVIE はじまりの場所へ（アニメーションプロデューサー）

2017年
- ロクでなし魔術講師と禁忌教典（アニメーションプロデューサー）
- 恋と嘘（プロデューサー）

2018年
- キリングバイツ（プロダクションマネージャー）
- はねバド!（プロデューサー）

2019年
- 真夜中のオカルト公務員（プロデューサー）

2020年
- アラド:逆転の輪（制作統括プロデューサー）

2021年
- セブンナイツ レボリューション -英雄の継承者-（プロデューサー）

2022年
- リーマンズクラブ（プロデューサー）
- よふかしのうた（製作担当）

### バーナムラボラトリー
里見哲朗と市川量也による、3Dアニメーションの実験的映像制作ユニット。

#### アニメーション（バーナムラボラトリー）
2008年
- 星に願いを COLD BODY + WARM HEART（企画・プロデューサー） - 同人アニメとして公開

2009年
- 星に願いを Fantastic Cat（企画・プロデューサー） - 同人アニメとして公開

2010年
- SOS TV ワルプルギスナイトフィーバー（脚本） - 商業アニメーション　里見は主題歌の作詞も行う

#### 漫画
- わるない 全2巻（原作） - 作画 大月悠祐子　「SOS TV ワルプルギスナイトフィーバー」のスピンオフ

## ラジオ
自身がプロデュースするキャララジオを運営する他、アニラジ等にプロデューサーとしてゲスト出演する事がある。
- GENEON&キャララジオ Presents のら犬兄弟のギョーカイ時事放談!（パーソナリティ）
- 佐藤利奈のあの空で逢いましょう♪F（ゲスト/＃250 2012年2月16日、＃251 2012年2月23日）

## 関連人物
- 川瀬浩平
- 伊平崇耶